# Golden Globe Awards 1968
Die 25. Verleihung der Golden Globe Awards fand am 12. Februar 1968 statt.

## Preisträger und Nominierungen
| Statistik (aufgeführt werden Filme mit mehr als einer Nominierung) N=Nominierung; G=Gewonnen |   |   |
| Film                                                                                         | N | G |
| Die Reifeprüfung                                                                             | 7 | 5 |
| In der Hitze der Nacht                                                                       | 7 | 3 |
| Bonnie und Clyde                                                                             | 7 | 0 |
| Rat mal, wer zum Essen kommt                                                                 | 7 | 0 |
| Camelot – Am Hofe König Arthurs                                                              | 6 | 3 |
| Doktor Dolittle                                                                              | 5 | 1 |
| Modern Millie – Reicher Mann gesucht                                                         | 5 | 1 |
| The Fox                                                                                      | 4 | 1 |
| Lebe das Leben                                                                               | 3 | 1 |
| Die Herrin von Thornhill                                                                     | 3 | 0 |
| Flüsternde Wände                                                                             | 2 | 1 |
| Das Ende einer großen Liebe                                                                  | 2 | 0 |
| Der Unbeugsame                                                                               | 2 | 0 |
| Der Widerspenstigen Zähmung                                                                  | 2 | 0 |
| Unmoralisch lebt man besser                                                                  | 2 | 0 |
| Warte, bis es dunkel ist                                                                     | 2 | 0 |
| Zwei auf gleichem Weg                                                                        | 2 | 0 |

### Bester Film – Drama
In der Hitze der Nacht (In the Heat of the Night) – Regie: Norman Jewison
- Bonnie und Clyde (Bonnie and Clyde) – Regie: Arthur Penn
- Die Herrin von Thornhill (Far from the Madding Crowd) – Regie: John Schlesinger
- Kaltblütig (In Cold Blood) – Regie: Richard Brooks
- Rat mal, wer zum Essen kommt (Guess Who’s Coming to Dinner) – Regie: Stanley Kramer

### Bester Film – Musical/Komödie
Die Reifeprüfung (The Graduate) – Regie: Mike Nichols
- Camelot – Am Hofe König Arthurs (Camelot) – Regie: Joshua Logan
- Der Widerspenstigen Zähmung (The Taming of the Shrew) – Regie: Franco Zeffirelli
- Doktor Dolittle – Regie: Richard Fleischer
- Modern Millie – Reicher Mann gesucht (Thoroughly Modern Millie) – Regie: George Roy Hill

### Beste Regie
Mike Nichols – Die Reifeprüfung (The Graduate)
- Norman Jewison – In der Hitze der Nacht (In the Heat of the Night)
- Stanley Kramer – Rat mal, wer zum Essen kommt (Guess Who’s Coming to Dinner)
- Arthur Penn – Bonnie und Clyde (Bonnie and Clyde)
- Mark Rydell – The Fox

### Bester Hauptdarsteller – Drama
Rod Steiger – In der Hitze der Nacht (In the Heat of the Night)
- Alan Bates – Die Herrin von Thornhill (Far from the Madding Crowd)
- Warren Beatty – Bonnie und Clyde (Bonnie and Clyde)
- Paul Newman – Der Unbeugsame (Cool Hand Luke)
- Sidney Poitier – In der Hitze der Nacht
- Spencer Tracy – Rat mal, wer zum Essen kommt (Guess Who’s Coming to Dinner)

### Beste Hauptdarstellerin – Drama
Edith Evans – Flüsternde Wände (Whispering Walls)
- Faye Dunaway – Bonnie und Clyde (Bonnie and Clyde)
- Audrey Hepburn – Warte, bis es dunkel ist (Wait Until Dark)
- Katharine Hepburn – Rat mal, wer zum Essen kommt (Guess Who’s Coming to Dinner)
- Anne Heywood – The Fox

### Bester Hauptdarsteller – Musical/Komödie
Richard Harris – Camelot – Am Hofe König Arthurs (Camelot)
- Richard Burton – Der Widerspenstigen Zähmung (The Taming of the Shrew)
- Rex Harrison – Doktor Dolittle
- Dustin Hoffman – Die Reifeprüfung (The Graduate)
- Ugo Tognazzi – Unmoralisch lebt man besser (L'immorale)

### Beste Hauptdarstellerin – Musical/Komödie
Anne Bancroft – Die Reifeprüfung (The Graduate)
- Julie Andrews – Modern Millie – Reicher Mann gesucht (Thoroughly Modern Millie)
- Audrey Hepburn – Zwei auf gleichem Weg (Two for the Road)
- Shirley MacLaine – Siebenmal lockt das Weib (Woman Times Seven)
- Vanessa Redgrave – Camelot – Am Hofe König Arthurs (Camelot)

### Bester Nebendarsteller
Richard Attenborough – Doktor Dolittle
- John Cassavetes – Das dreckige Dutzend (The Dirty Dozen)
- George Kennedy – Der Unbeugsame (Cool Hand Luke)
- Michael J. Pollard – Bonnie und Clyde (Bonnie and Clyde)
- Efrem Zimbalist Jr. – Warte, bis es dunkel ist (Wait Until Dark)

### Beste Nebendarstellerin
Carol Channing – Modern Millie – Reicher Mann gesucht (Thoroughly Modern Millie)
- Quentin Dean – In der Hitze der Nacht (In the Heat of the Night)
- Lillian Gish – Die Stunde der Komödianten (The Comedians)
- Lee Grant – In der Hitze der Nacht (In the Heat of the Night)
- Prunella Ransome – Die Herrin von Thornhill (Far from the Madding Crowd)
- Beah Richards – Rat mal, wer zum Essen kommt (Guess Who’s Coming to Dinner)

### Bester Nachwuchsdarsteller
Dustin Hoffman – Die Reifeprüfung (The Graduate)
- Oded Kotler – Shlosha Yamim Veyeled
- Franco Nero – Camelot – Am Hofe König Arthurs (Camelot)
- Michael J. Pollard – Bonnie und Clyde (Bonnie and Clyde)
- Tommy Steele – Der glücklichste Millionär (The Happiest Millionaire)

### Beste Nachwuchsdarstellerin
Katharine Ross – Die Reifeprüfung (The Graduate)
- Greta Baldwin – Rogue's Gallery
- Pia Degermark – Das Ende einer großen Liebe (Elvira Madigan)
- Faye Dunaway – Morgen ist ein neuer Tag (Hurry Sundown)
- Katharine Houghton – Rat mal, wer zum Essen kommt (Guess Who’s Coming to Dinner)
- Sharon Tate – Das Tal der Puppen (The Valley of the Dolls)

### Bestes Drehbuch
Stirling Silliphant – In der Hitze der Nacht (In the Heat of the Night)
- Robert Benton, David Newman – Bonnie und Clyde (Bonnie and Clyde)
- Lewis John Carlino, Howard Koch – The Fox
- Buck Henry, Calder Willingham – Die Reifeprüfung (The Graduate)
- William Rose – Rat mal, wer zum Essen kommt (Guess Who’s Coming to Dinner)

### Beste Filmmusik
Frederick Loewe – Camelot – Am Hofe König Arthurs (Camelot)
- Elmer Bernstein – Modern Millie – Reicher Mann gesucht (Thoroughly Modern Millie)
- Leslie Bricusse – Doktor Dolittle
- Francis Lai – Lebe das Leben (Vivre pour vivre)
- Henry Mancini – Zwei auf gleichem Weg (Two for the Road)

### Bester Filmsong
„If Ever I Should Leave You“ aus Camelot – Am Hofe König Arthurs (Camelot) – Alan Jay Lerner, Frederick Loewe
- „Des Ronds dans l'Eau“ aus Lebe das Leben (Vivre pour vivre) – Norman Gimbel, Francis Lai
- „Please Don't Gamble with Love“ aus Liebesspiel im Schnee (Ski Fever) – Guy Hemric, Jerry Styner
- „Talk to the Animals“ aus Doktor Dolittle – Leslie Bricusse
- „Thoroughly Modern Millie“ aus Modern Millie – Reicher Mann gesucht (Thoroughly Modern Millie) – Sammy Cahn, Jimmy Van Heusen

### Bester fremdsprachiger Film
Lebe das Leben (Vivre pour vivre), Frankreich – Regie: Claude Lelouch
- Das Ende einer großen Liebe (Elvira Madigan), Schweden – Regie: Bo Widerberg
- Der Fremde (Lo straniero), Frankreich – Regie: Luchino Visconti
- Liebe nach Fahrplan (Ostře sledované vlaky), Tschechoslowakei – Regie: Jiří Menzel
- Unmoralisch lebt man besser (L'immorale), Frankreich/Italien – Regie: Gillian Armstrong

### Bester englischsprachiger ausländischer Film
The Fox, Kanada – Regie: Mark Rydell
- Accident – Zwischenfall in Oxford (Accident), Vereinigtes Königreich – Regie: Joseph Losey
- Flüsternde Wände (The Whisperers), Vereinigtes Königreich – Regie: Bryan Forbes
- Minirock und Kronjuwelen (The Jokers), Vereinigtes Königreich – Regie: Michael Winner
- Smashing Time, Vereinigtes Königreich – Regie: Desmond Davis
- Ulysses, Vereinigtes Königreich – Regie: Joseph Strick

## Nominierungen und Gewinner im Bereich Fernsehen

### Beste Fernsehserie
Kobra, übernehmen Sie (Mission: Impossible)
- Garrison's Gorillas
- Laugh-In
- The Carol Burnett Show
- The Dean Martin Show

### Bester Darsteller in einer Fernsehserie
Martin Landau – Kobra, übernehmen Sie (Mission: Impossible)
- Brendon Boone – Garrison's Gorillas
- Ben Gazzara – Wettlauf mit dem Tod (Run for Your Life)
- Dean Martin – The Dean Martin Show
- Andy Williams – The Andy Williams Show

### Beste Darstellerin in einer Fernsehserie
Carol Burnett – The Carol Burnett Show
- Barbara Bain – Kobra, übernehmen Sie (Mission: Impossible)
- Lucille Ball – Hoppla Lucy! (The Lucy Show)
- Nancy Sinatra – Movin’ with Nancy
- Barbara Stanwyck – Big Valley (The Big Valley)